# Kazuto Sakata
Kazuto Sakata (15 de agosto de 1966, Kōtō, Tokio, Japón) es un expiloto de motociclismo japonés. Ganó dos títulos del mundo de 125cc en 1994 y 1998.
Sakata comenzó su carrera en 1991 y en la temporada 1993, terminó segundo detrás de Dirk Raudies en la clase 125cc abordó de una Honda. En 1994, se convirtió en el primer piloto japonés en competir por una fábrica europea cuando firmó con Aprilia. Él les pagó ganando el campeonato del mundo de 125cc ese año. Él repitió como campeón en 1998 después de una apretada batalla con Tomomi Manako y Marco Melandri. Se retiró después de la temporada de 1999.

## Resultados en el Campeonato del Mundo
Sistema de puntuación desde 1988 hasta 1992:
| Posición | 1  | 2  | 3  | 4  | 5  | 6  | 7 | 8 | 9 | 10 | 11 | 12 | 13 | 14 | 15 |
| Puntos   | 20 | 17 | 15 | 13 | 11 | 10 | 9 | 8 | 7 | 6  | 5  | 4  | 3  | 2  | 1  |

Sistema de puntuación desde 1993 en adelante:
| Posición | 1  | 2  | 3  | 4  | 5  | 6  | 7 | 8 | 9 | 10 | 11 | 12 | 13 | 14 | 15 |
| Puntos   | 25 | 20 | 16 | 13 | 11 | 10 | 9 | 8 | 7 | 6  | 5  | 4  | 3  | 2  | 1  |

(Carreras en negrita indica pole position; carreras en cursiva indica vuelta rápida)
| Año  | Cat.  | Equipo                        | Moto   | 1       | 2       | 3       | 4       | 5       | 6       | 7       | 8       | 9       | 10      | 11      | 12      | 13      | 14     | 15      | 16      | Pts. | Pos. | Victorias |
| ---- | ----- | ----------------------------- | ------ | ------- | ------- | ------- | ------- | ------- | ------- | ------- | ------- | ------- | ------- | ------- | ------- | ------- | ------ | ------- | ------- | ---- | ---- | --------- |
| 1991 | 125cc | ELF Kepla-Meiko Honda         | RS125  | JPN Ret | AUS 16  | USA     | SPA DNS | ITA Ret | GER 10  | AUT Ret | EUR 14  | NED 11  | FRA 7   | GBR 8   | RSM 8   | CZE Ret | VDM    | MAL 2   |         | 55   | 13.º | 0         |
| 1992 | 125cc | F.C.C./T.S. Venus-Honda       | RS125  | JPN Ret | AUS Ret | MAL 6   | SPA 4   | ITA Ret | EUR     | GER Ret | NED 6   | HUN 7   | FRA 4   | GBR 6   | BRA 14  | RSA Ret |        |         |         | 42   | 11.º | 0         |
| 1993 | 125cc | F.C.C. Technical Sports-Honda | RS125  | AUS 2   | MAL 2   | JPN 2   | SPA 1   | AUT 2   | GER 2   | NED 2   | EUR Ret | SMR 2   | GBR 2   | CZE 1   | ITA 2   | USA 2   | FIM 3  |         |         | 266  | 2.º  | 2         |
| 1994 | 125cc | Semprucci-Aprilia             | RS125R | AUS 1   | MAL 2   | JPN 2   | SPA 1   | AUT 5   | GER 2   | NED 4   | ITA 2   | FRA 3   | GBR 4   | CZE 1   | USA Ret | ARG 9   | EUR 7  |         |         | 224  | 1.º  | 3         |
| 1995 | 125cc | Team Krona-Aprilia            | RS125R | AUS 2   | MAL 10  | JPN 3   | SPA 6   | GER Ret | ITA 5   | NED 4   | FRA 12  | GBR 1   | CZE 1   | BRA Ret | ARG Ret | EUR 4   |        |         |         | 140  | 2.º  | 2         |
| 1996 | 125cc | Aprilia                       | RS125R | MAL 10  | INA 14  | JPN Ret | SPA 5   | ITA 3   | FRA 8   | NED 7   | GER 11  | GBR 5   | AUT 9   | CZE 4   | IMO 12  | CAT 3   | BRA 11 | AUS Ret |         | 113  | 8.º  | 0         |
| 1997 | 125cc | Aprilia                       | RS125R | MAL 2   | JPN 2   | SPA 7   | ITA 6   | AUT 6   | FRA Ret | NED 3   | IMO 3   | GER Ret | BRA 5   | GBR Ret | CZE 9   | CAT 2   | INA 2  | AUS 2   |         | 179  | 4.º  | 0         |
| 1998 | 125cc | Aprilia                       | RS125R | JPN 1   | MAL 6   | SPA 1   | ITA 4   | FRA 1   | MAD 4   | NED 2   | GBR 1   | GER 7   | CZE 2   | IMO 4   | CAT 9   | AUS 4   | ARG 5  |         |         | 229  | 1.º  | 4         |
| 1999 | 125cc | Honda                         | RS125  | MAL 10  | JPN 8   | SPA 13  | FRA 9   | ITA 8   | CAT 7   | NED 10  | GBR 13  | GER 19  | CZE Ret | IMO Ret | VAL 12  | AUS 13  | RSA 15 | BRA 17  | ARG Ret | 56   | 14.º | 0         |